# Aero Sarayaku
Aero Sarayaku ist eine ecuadorianische Fluggesellschaft mit Sitz in Shell.

## Geschichte
Aero Sarayaku nahm im November 2015 den Flugbetrieb auf.
Als Grundstock für die Fluggesellschaft
dienten 600.000 der 1,3 Millionen Dollar, welche die indigene Gemeinschaft von Sarayacu als Entschädigung für widerrechtlich erfolgte Explorationen durch Erdölfirmen erhalten hatte. Die Fluggesellschaft
befindet sich deshalb im Gemeinbesitz der Einwohner, welche ansonsten nur auf dem Fluss in andere Orte gelangen können.
Es können keine Einzelflugscheine gekauft werden, sondern es muss ein Flug, also das ganze Flugzeug, gemietet werden und es wird erwartet, dass auch nicht zahlende Fracht oder Passagiere mitgenommen werden, denn die Gemeinschaftsarbeit ist in den Gemeinschaften des Amazonasgebietes ein fester Bestandteil des Alltags. Trotz auf eigene Rechnung ausgeführter Notfall-Flüge, häufig bei Schlangenbissen, vermochte sich der Flugbetrieb im ersten Jahr selber zu finanzieren.

## Flugziele
Insgesamt werden rund 400 Pisten angeflogen, üblicherweise bei Siedlungen, welche nicht an ein Straßennetz angeschlossen sind. Die Basis befindet sich, im zwecks Ölwirtschaft, im Jahr 1937 gegründeten Shell. Viele Flüge gehen in die Provinzhauptstadt Puyo.

## Flotte
Es kamen ab Beginn zwei Cessna Flugzeuge zum Einsatz, eine Cessna T206H und eine Cessna 182.